# Frespera
Frespera Braul & Lise, 2002 è un genere di ragni appartenente alla famiglia Salticidae.

## Distribuzione
Le due specie note di questo genere sono diffuse in Venezuela:
in particolare F. carinata è stata rinvenuta al confine fra lo Stato di Bolívar e quello di Apure; mentre la F. meridionalis in alcune località dello Stato di Guárico.

## Tassonomia
Originariamente descritto da Eugène Simon come appartenente al genere Vinnius nel 1902, solo dopo ben 100 anni, nel 2002, è assurto al rango di genere.
A maggio 2010, si compone di due specie:
- Frespera carinata (Simon, 1902)[3] — Venezuela
- Frespera meridionalis Braul & Lise, 2002 — Venezuela